# 長恨夢
『長恨夢』（ちょうごんむ、チャンハンモン、장한몽）は、日本統治時代の朝鮮において趙重桓が著した翻案小説。
1913年に『毎日申報』に連載され、同年に革新團によって舞台公演が行われて絶賛された。この作品は日本の作家である尾崎紅葉の『金色夜叉』を原作に、趙重桓が朝鮮に舞台を移して翻案したものである。『金色夜叉』は、1898年に日本の新派によって上演され、新派ベスト10の第1位に入った作品であり、大韓帝国で公演された時も最高の人気を呼んだ。主人公の男女、李守一（イ・スイル、이수일）と沈順愛（シム・スネ、심순애）の名は、「대동강변 부벽루에 산보하는 ...（大同江の岸、浮碧樓の下を散歩する ...）」という歌詞で始まる主題歌とともに、今日でも多くの人々に広く知られている。『長恨夢』はこれまでに、近年のものも含め数十回も演劇として上演され、また、映画の脚本の原案となってきた。

## あらすじ
李守一は、かつて両親と死別し、父の友人である沈沢の家に引き取られ、その家の娘、沈順愛とともに成長する。 そして（李守一にとっては養父母である）両親の意向で、二人は婚約する。
ある日、ふたりは、ソウルの喫茶店「ゴール」へ、富豪の金（キム）一家に招待されて出かけ、そこで東京に留学中であるその家の息子、金重培と知り合うが、沈順愛は、金重培の宝石に誘惑される。沈順愛の両親も、李守一との婚約を破棄して金重培と結婚させる。失恋した李守一は家を出て、やがて金力への怨恨から高利貸しとなる。沈順愛の結婚生活も、李守一に対する罪悪感と愛情のために不幸になるが、李守一は冷淡に振る舞う。
沈順愛は悩んだ末に、悲観から大同江に投身自殺を企てるが、偶然にも李守一の友人である白楽観（ペク・ナククァン、백낙관）によって救出される。 白楽観は李守一に（沈順愛との）再会を薦めるが、李守一は金銭にだけ没頭するのみで、受け入れない。そのような李守一も、神経衰弱で休養のため清涼岩に留まっていた際に、自殺しようとするある男女を救出してから心境が変わる。一方、沈順愛は実家に戻って李守一に対する恋慕の情が行き過ぎて狂気を発する。白楽観の仲裁により、李守一と沈順愛は結局互いに過去を悔いて再会を果たす。

## モデルについての噂
『長恨夢』は新聞連載が完結する前から、舞台化されて評判を呼ぶなど、当時の朝鮮において大いに注目されたが、その中で、『長恨夢』ないし『金色夜叉』の主人公のモデルが巖谷小波であるという噂が出て、新聞にも報じられるほどになった。当時の巌谷は、京城日報の主催により朝鮮各地を巡回して童話口演を行っていた。